# POSB Bank
O POSB Bank (ou simplesmente conhecido como POSB) é um banco de Singapura que oferece serviços bancários ao consumidor e é o banco mais antigo em operação contínua em Singapura. Estabelecido em 1 de janeiro de 1877 como Caixa Postal, o banco opera agora como parte do DBS Bank, que adquiriu a instituição e suas subsidiárias em 16 de novembro de 1998.
Antes de sua aquisição, o banco era um grande banco público que oferecia serviços bancários de baixo custo para os cingapurianos. O DBS Bank tenta continuar essa tradição prometendo manter os custos baixos para as contas básicas de poupança e isentar crianças, estudantes em tempo integral com menos de 21 anos de idade e militares nacionais em período integral de encargos bancários.

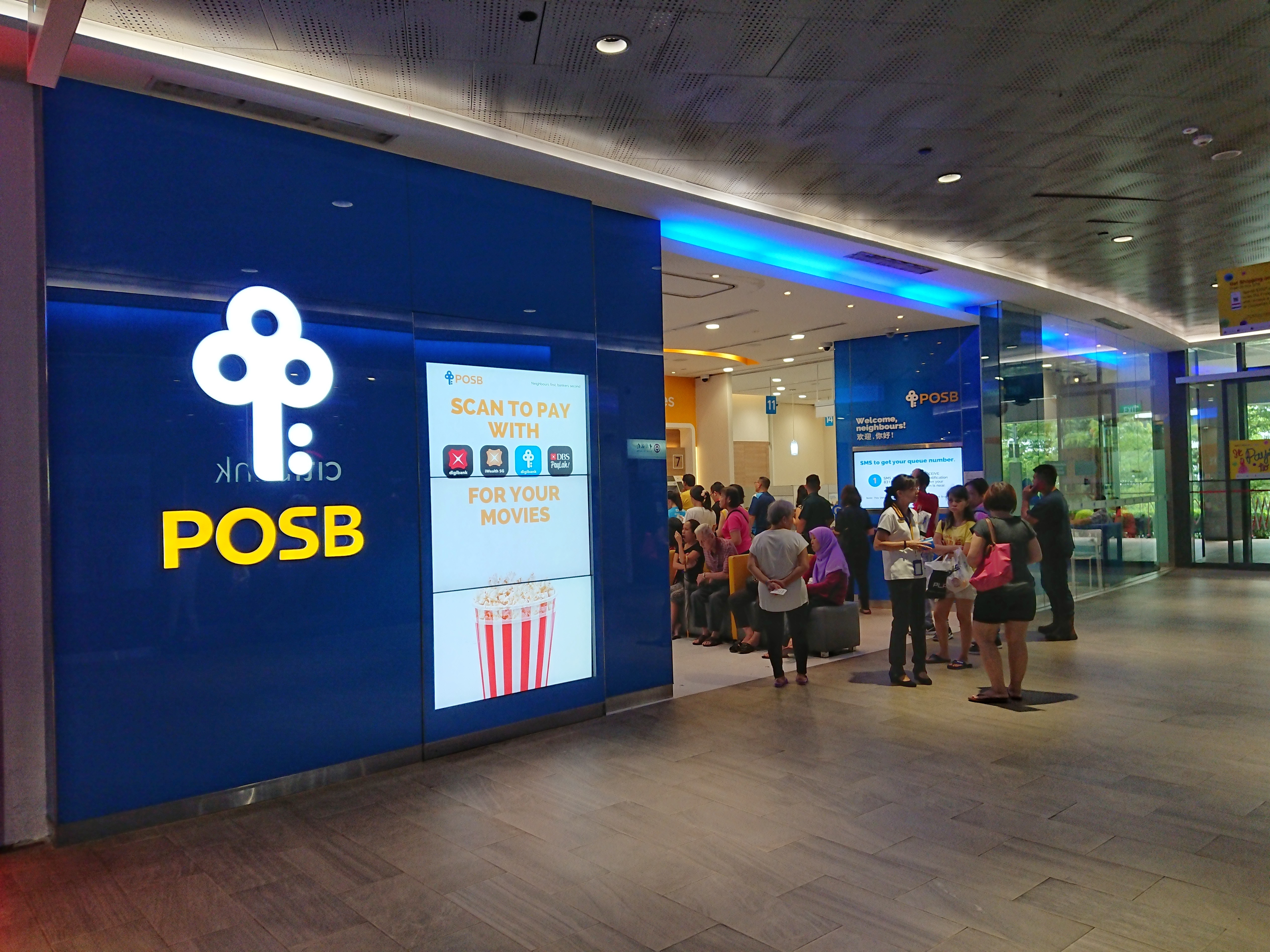
Uma filial do POSB em Waterway Point, em Punggol.

## História

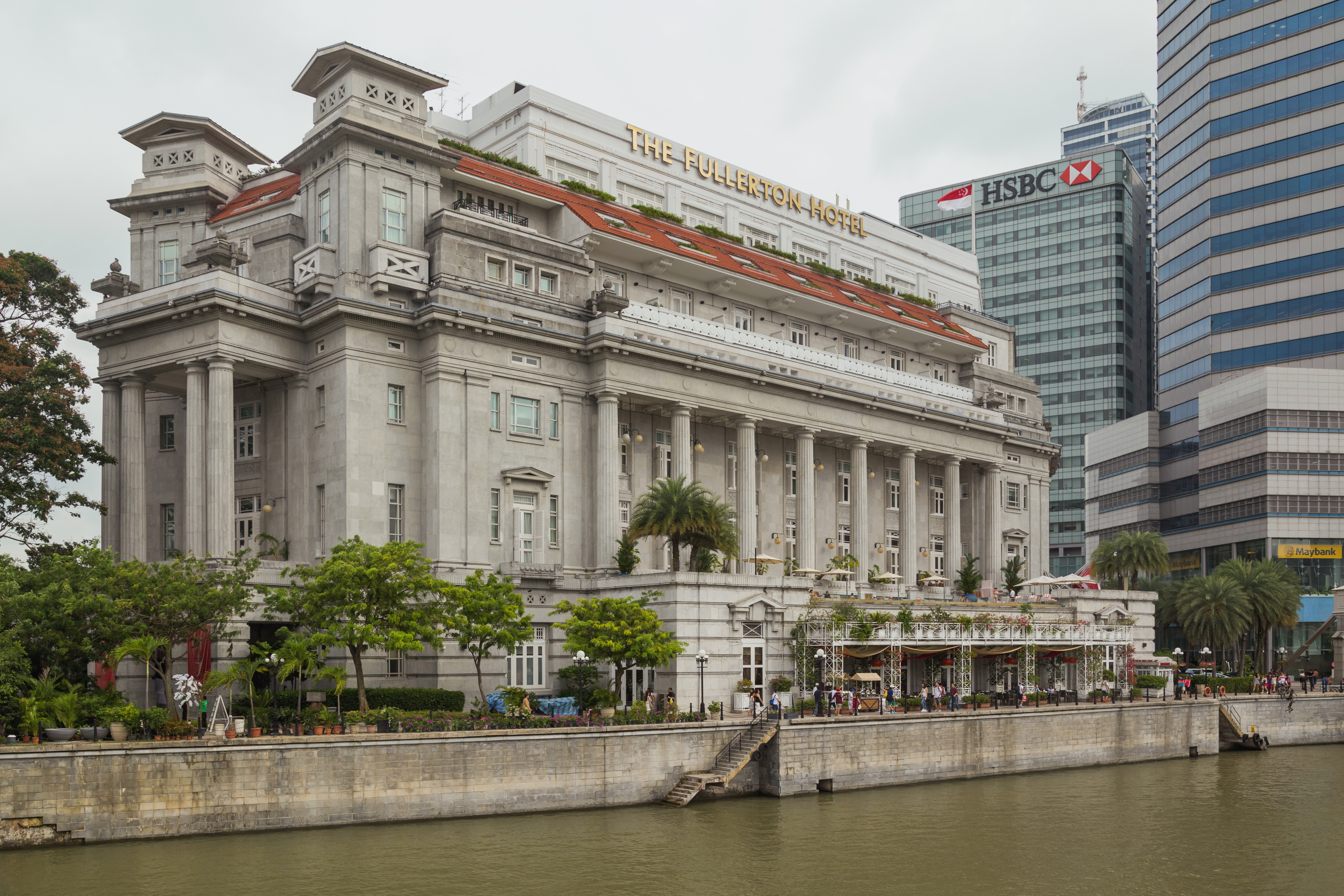
O antigo prédio da General Post Office, agora ocupado pelo The Fullerton Hotel.

Fundado em 1 de janeiro de 1877 como Post Office Savings Bank (POSB), o banco fazia parte do Departamento de Serviços Postais dos Estabelecimentos dos Estreitos e foi criado pelo governo colonial para fornecer serviços bancários a cidadãos de baixa renda. Sediado no General Post Office Building, em Raffles Place, o banco estava sob a jurisdição do diretor-geral dos correios, com as políticas bancárias supervisionadas por um grupo de curadores nomeados pelo Governador do Acordo do Estreito. De 1877 a 1940, o banco teve um crescimento constante de contas abertas, aumentando de 211 para 57.000, enquanto os depósitos totais aumentaram de 19.862 para 14,3 milhões de dólares dos estreitos durante o mesmo período.
Após o fim da Segunda Guerra Mundial e a dissolução dos Estabelecimentos dos Estreitos, a Portaria do Banco de Poupança de 1948 entrou em vigor e, em 1949, o POSB foi separado dos outros bancos de poupança da Malásia, com os ativos e passivos do banco divididos entre Singapura e Estados Federados da Malásia. Após a separação de 1949 a 1955, o total de depósitos do banco aumentou de M$27,4 milhões para M$57,6 milhões e em 1951, o banco teve seu 100.000º depositante.

### Declínio e reavivamento
Atingindo seu pico em 1955, o banco teve um lento declínio de 1957 a 1966, com o total de depósitos caindo abaixo da marca de M$50 milhões, para M$37,4 milhões. Após a independência da Singapura em 1965, o país passou por um rápido programa de industrialização. Para desenvolver a infraestrutura da cidade-estado infantil, o ministro das Finanças, Goh Keng Swee, criou um comitê de banco de poupança (mais tarde foi reconstituído em um comitê consultivo permanente dentro do banco) para promover a poupança doméstica por meio do POSB para fornecer ao governo uma fonte não inflacionária de fundos para o desenvolvimento nacional. Seguindo as recomendações do comitê do banco de poupança, os limites de retirada de contas foram aumentados de S$200 uma vez a cada sete dias para S$500 uma vez a cada três dias, horário bancário mais longo, isentando os juros ganhos nas contas de poupança do POSB do imposto de renda e aceitando não-romanizados assinaturas para contas operacionais. Também foram organizadas competições de poupança entre todas as escolas governamentais e auxiliadas pelo governo, com o incentivo de um sorteio do POSB para incentivar os alunos a abrir uma conta no banco. De 1966 a 1969, o número de novas contas abertas aumentou de 10.596 para 174.506, com depósitos totalizando S$57,7 milhões em 1969.

### Diretoria estatutária, novos serviços e instalações

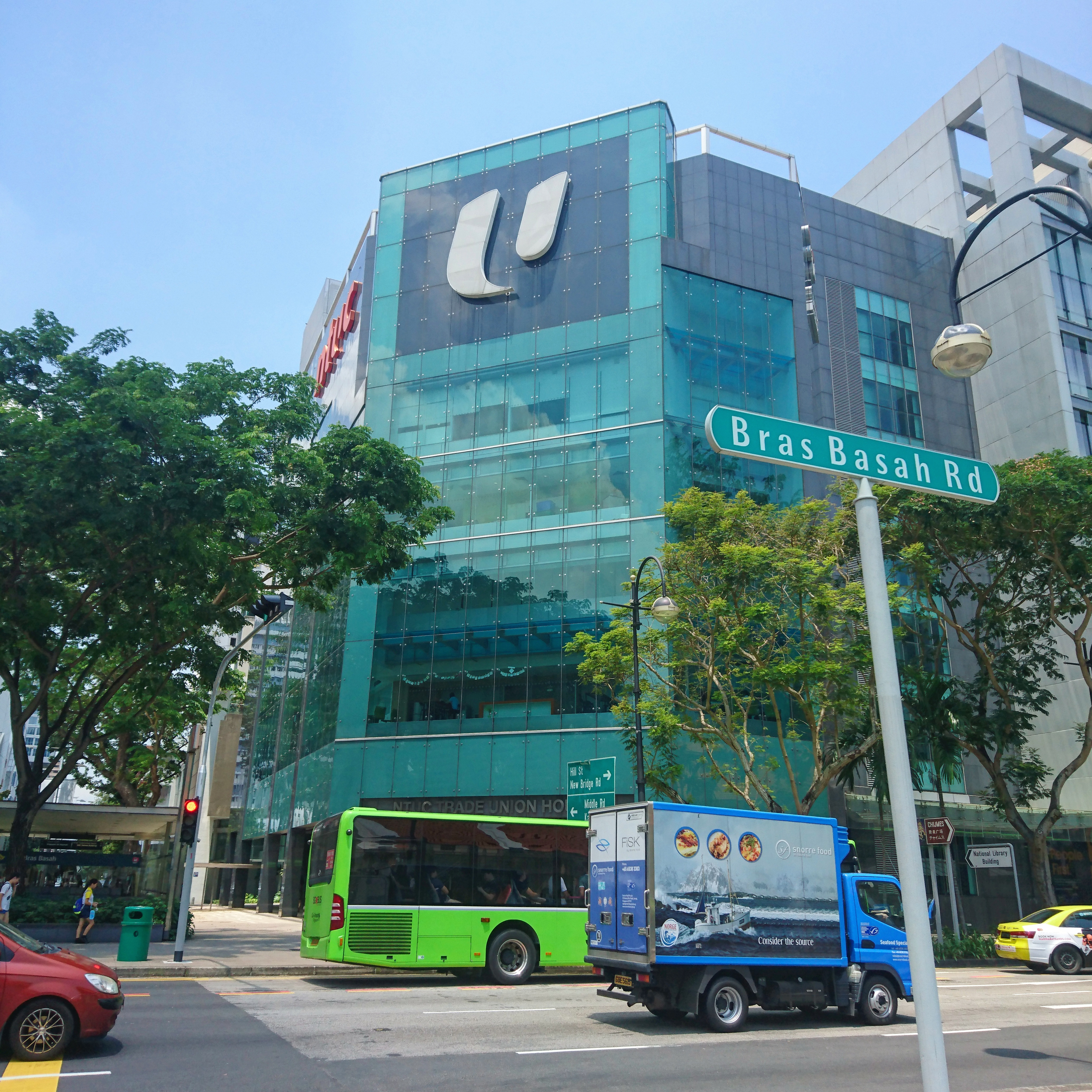
O antigo Centro POSB, sede do POSB na década de 1980, agora conhecido como NTUC Trade Union House.

Em 1971, foi anunciado que o banco se tornaria uma diretoria estatutária do Ministério das Comunicações. A Lei do Banco de Poupança dos Correios foi aprovada no Parlamento em 30 de julho de 1971 e o banco deixou de ser uma filial do Departamento de Serviços Postais em 1 de janeiro de 1972, depois que a Lei do Banco de Poupança dos Correios de Singapura de 1971 entrou em vigor naquele ano. Em 1974, o banco foi transferido para fazer parte do Ministério das Finanças; Credit POSB Pte Ltd foi estabelecido no mesmo ano para fornecer empréstimos personalizados relacionados à propriedade de moradias em HDB.
Em 1976, o POSB tinha um milhão de depositantes, enquanto os depósitos ultrapassavam a marca de S$1 bilhão. Em 1980, introduziu o Passcard e estabeleceu o ramo principal. Em 1981, seu primeiro caixa eletrônico Cash-On-Line foi aberto na filial de Newton. Em 1983, sua sede foi transferida para o novo complexo de 8 andares, o POSBank Centre na Bras Basah Road. Em 1984, o mecanismo de conta corrente foi introduzido e, em 1986, os depósitos ultrapassaram a marca de S$10 bilhões.

### Aquisição pelo DBS Bank
O Post Office Savings Bank foi renomeado como POSBank em março de 1990. Em 24 de julho de 1998, o Ministério das Finanças anunciou a aquisição do POSBank pelo DBS Bank, que foi totalmente adquirido em 16 de novembro de 1998 por S$1,6 bilhão; ao mesmo tempo, deixou de existir como conselho estatutário do Ministério das Finanças. O POSBank ainda opera uma das maiores agências bancárias de Singapura, especialmente nos bairros suburbanos, e opera o maior número de caixas eletrônicos em Singapura. A integração de ambos os bancos permitiu que os clientes de ambos os bancos compartilhassem as instalações; Os depositantes do DBS Bank podem usar o Cash Deposit Machine instalado em toda a ilha nas agências do POSBank e vice-versa.